# Crónica de Yésipov

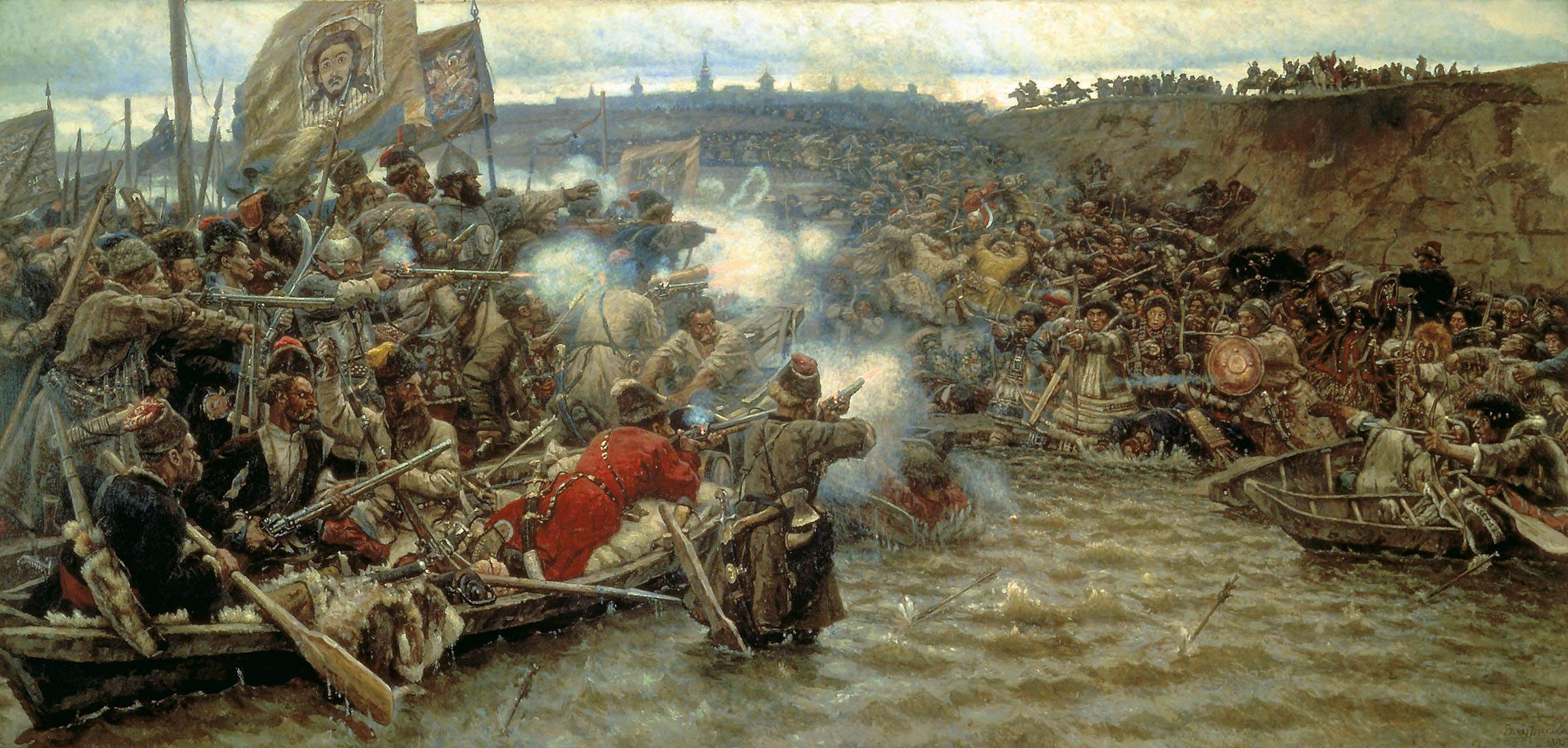
Óleo de 1895 sobre la conquista de Siberia por Yermak Timoféyevich.

La crónica de Yésipov (ruso: Есиповская летопись) es una de las Crónicas siberianas, dedicadas a la expedición de Yermak Timoféyevich. 
Fue compilada en 1636 por Savva Yésipov, un podiachi del arzobispo siberiano Nectario.